# Amaurobius obustus
Amaurobius obustus är en spindelart som beskrevs av Ludwig Carl Christian Koch 1868. Amaurobius obustus ingår i släktet Amaurobius och familjen mörkerspindlar. Inga underarter finns listade i Catalogue of Life.